# یکاهای ایرانی
یکاهای ایرانی یا یکاهای فارسی، واحدهای اندازه‌گیری هستند که در ایران باستان یا معاصر یا در سرزمین‌هایی که حوزهٔ نفوذ فرهنگ و زبان ایرانی بوده‌اند رواج داشته یا دارد.

## یکاهای ایرانی که دیگر استفاده نمی‌شوند

### سنجش سنگینی
| گرم         | نسبت به یک سیر | ' | یکا   |
| ۲۸۵۶٫۹۶     | ۴۰             |   | من    |
| ۱۱۴۲۷٫۸۴    | ۱۶۰            |   | ری    |
| ۲۸۵۶۹۶      | ۴۰۰۰           |   | خروار |
| ۷۱۴٫۲۴      | ۱۰             |   | چارک  |
| ۷۱٫۴۲۴      | ۱              |   | سیر   |
| ۴٫۴۶۴       | ۰٫۰۶           |   | مثقال |
| ۰٫۱۹۴۰۸۶۹۵۷ | ۰٫۰۰۲۷۱۷۳۹۱    |   | قیراط |
| ۰٫۱۸۶       | ۰٫۰۰۲۶۰۴۱۶۷    |   | نخود  |
| ۰٫۰۴۶۵      | ۰٫۰۰۰۶۵۱۰۴۲    |   | گندم  |
| ۰٫۰۲۳۲۵     | ۰٫۰۰۰۳۲۵۵۲۱    |   | ارزن  |
| ۳٫۱۲۴۸      | ۰٫۰۴۳۷۵        |   | درهم  |
| ۰٫۱۳۵۸۶۰۸۷  | ۶              |   | گروان |
| ۰٫۱۳۰۲      | ۱٫۵            |   | چفتار |
| ۶۴۲۸۱٫۶     | ۱۸۰۰           |   | قفیز  |
| ۸۰۳۵٫۲      | ۲۲۵            |   | مکوک  |
| ۲۶۷۸٫۴      | ۷۵             |   | کیلچه |
| ۲۵۷۱۲۶٫۴    | ۷۲۰۰           |   | جریب  |

- ری برابر ۴ من
- سیر برابر ۱⁄۱۰ چارک
- نخود برابر ۱⁄۲۴ مثقال
- گندم برابر ۱⁄۴ نخود
- ارزن برابر نیم گندم
- خرمن برابر ۱۱⁄۳ من
- گروان برابر ۶ سیر
- سنگ سیاه برابر ۲ خرمن
- درهم برابر ۷⁄۱۰ مثقال
- چفتار برابر ۱۱⁄۲ سیر
- قفیز برابر ۸ مکوک
- مکوک برابر ۲۲۵ سیر
- کیلچه برابر ۱۵⁄۸ من
- جریب برابر ۴ قفیز

### سنجش درازا
- گام یا قدم برابر
- بهر برابر نیم گره
- گره برابر ۱⁄۴ چارک
- اسپرسا برابر با ۱۸۹ متر

## یکاهای کهن ایرانی که هنوز مورد استفاده هستند

### سنجش سنگینی
1. مثقال برابر ۱⁄۱۶ سیر
2. من برابر ۴ چارک
3. خروار برابر ۱۰۰ من
4. قیراط برابر ۱⁄۲۳ مثقال[۱]

### سنجش درازا
1. وجب
2. چارک برابر ۱⁄۴ ذرع
3. گز
4. ارش یا ذرع

### سنجش حجم
- پیمانه

### دیگر یکاها
- گری یا جریب

### سنجش‌های گسسته
- تا
- دانه
- کرور